# Rudolf Chotek (1822–1903)
Rudolf hrabě Chotek z Chotkova a Vojnína (maďarsky Chotek Rezsö gróf) (12. února 1822, Milán – 3. prosince 1903, Futog) byl uherský šlechtic, politik a velkostatkář, zakladatel uherské větve starého českého rodu Chotků. Od mládí žil v Uhrách, kde po matce zdědil značný majetek, a aktivně se zapojil do veřejného dění. Po porážce maďarské revoluce (1848–1849) se stáhl do soukromí a věnoval se správě majetku. Jeho hlavním sídlem byl zámek Dolná Krupá, krátce vlastnil také majetek v Čechách (Ratměřice). Později získal dědičné členství v uherské Sněmovně magnátů.

## Životopis

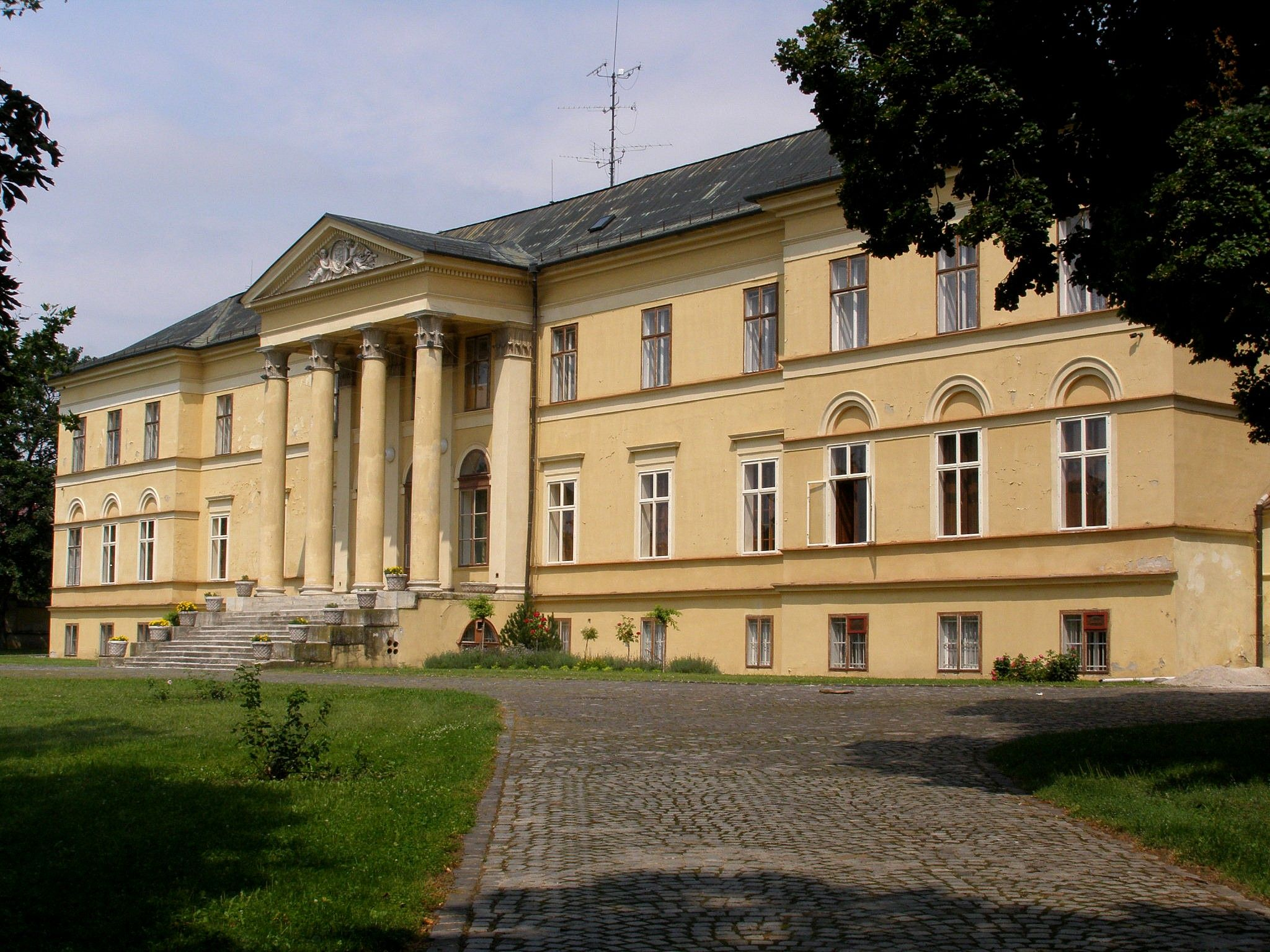
Zámek Dolná Krupá

Pocházel ze starého českého šlechtického rodu Chotků, narodil se jako mladší syn plukovníka Heřmana Chotka (1786–1822) a jeho manželky Henrietty, rozené hraběnky Brunswikové z Korompy (1789–1857). Henrietta byla dědičkou panství Dolná Krupá (Korompa) v Horních Uhrách a Futog v dnešní Vojvodině, později ještě přikoupila v Čechách velkostatek Ratměřice-Jankov. Heřman Chotek prodělal vojenskou kariéru za napoleonských válek a zemřel v Miláně ve věku 37 let na následky těžkého nachlazení dva měsíce po Rudolfově narození. Po otcově předčasné smrti strávil Rudolf dětství v Budíně a v rodině své matky byl vychován zcela v maďarském duchu. Vzdělání získal v Trnavě a Bratislavě, poté studoval filozofii a práva na univerzitě v Pešti a absolvoval kavalírskou cestu, z pověření župy Bács-Bodrog studoval především kanalizační systémy v Nizozemí. Po návratu do Uher se aktivní zapojil do politiky v rámci župy Bács-Bodrog a dva roky byl delegátem na Uherském zemském sněmu, v roce 1847 byl jmenován c. k. komořím. V roce 1848 se po boku Gyuly Andrássyho aktivně zapojil do revoluce a stal se zapisovatelem uherského sněmu. Po porážce revoluce odešel do soukromí na své panství Futog a později se věnoval především správě majetku. Nakonec v závěru života díky vlastnictví statků v Uhrách získal dědičné členství ve Sněmovně magnátů.

## Majetek a rodina

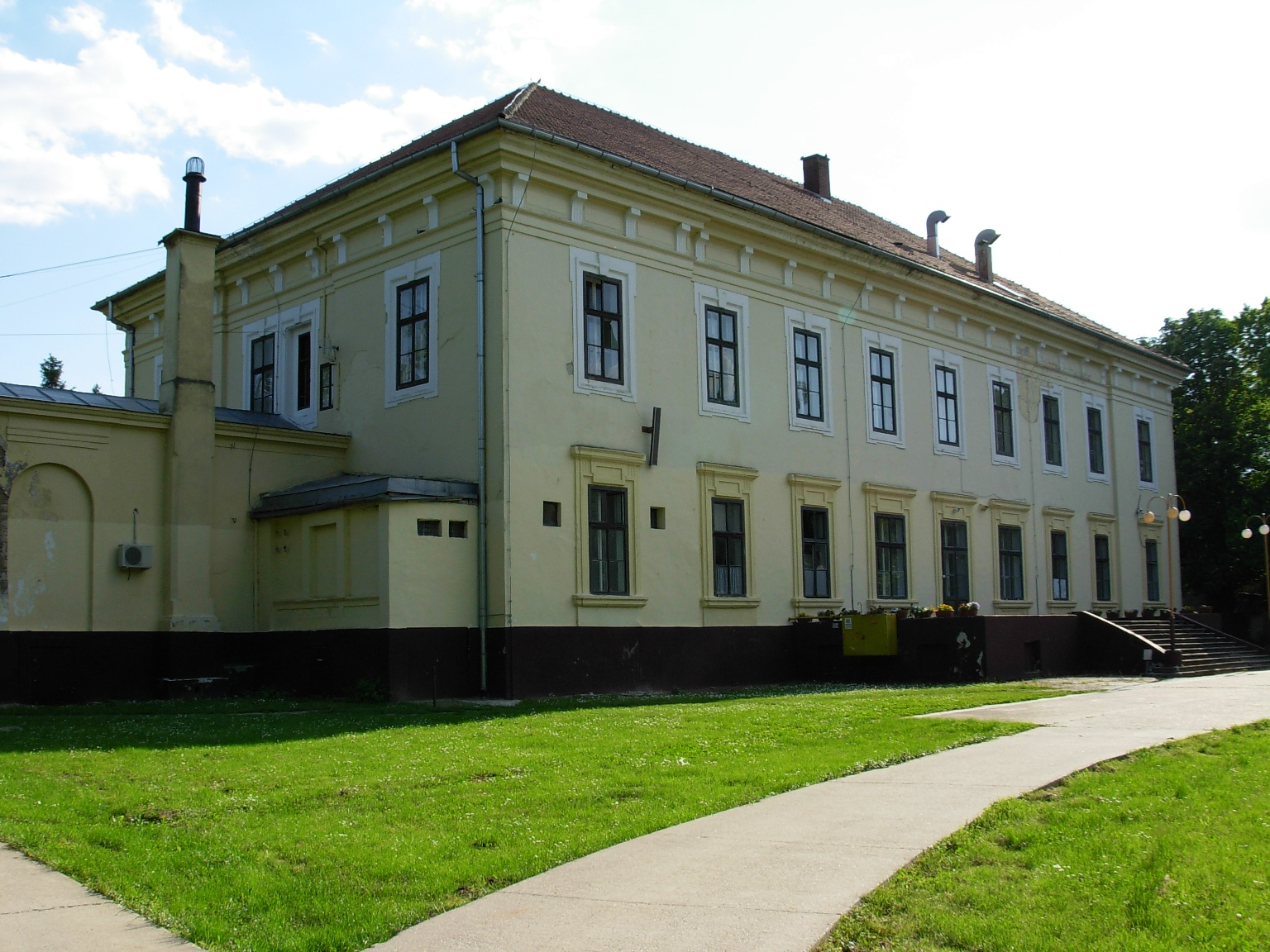
Zámek Futog

Po matce převzal v roce 1857 majetek v Uhrách. Pobýval potom střídavě na zámcích Dolná Krupá a Futog. K panství Futog na Dunaji poblíž Noviho Sadu patřilo téměř 14 000 hektarů půdy, panství Dolná Krupá zahrnovalo 1 724 hektarů půdy. Hodnota majetku včetně vídeňského paláce byla počátkem 20. století vyčíslena na více než 7,5 miliónů korun. Zatímco na panství Futog se podnikalo především v zemědělství (7 hospodářských dvorů a 4 mlýny), v Dolné Krupé fungovalo několik průmyslových podniků (pivovar, lihovar a především cihelna). Zámek Dolná Krupá byl v té době centrem společenského života a disponoval bohatými uměleckými sbirkami především malířství (Tizian, Peter Paul Rubens, Jan Kupecký). Rudolf Chotek se věnoval také zkrášlování zámeckého parku, na počest narození svých dětí nechal vysadit čtyři sekvojovce obrovské. K výsadbě těchto dřevin jej inspiroval starší bratr Otto, který nechal vysadit sekvojovce v Ratměřicích. Ze čtyř dolnokrupských sekvojovců se dodnes dochoval jen jeden, který v roce 2008 získal na Slovensku druhé místo v soutěži Strom roku. Po starším bratru Ottovi zdědil Rudolf v roce 1889 velkostatek Ratměřice-Jankov ve středních Čechách. Tento majetek zahrnoval 1 900 hektarů půdy a zámek Ratměřice, hodnotu měl přibližně 400 000 zlatých. Velkostatek Ratměřice však kvůli vysokému zadlužení prodal v roce 1898. Součástí dědictví po bratru Ottovi byl také Chotkovský palác ve Vídni.
V roce 1862 se ve Vídni oženil s hraběnkou Marií Antonií Khevenhüller-Metschovou (1838–1892), dcerou knížete Richarda Khevenhüller-Metsche. Marie Antonie se později stala c. k. palácovou dámou a dámou Řádu hvězdového kříže. Z jejich manželství pocházely čtyři děti, dědicem a posledním členem uherské linie byl syn Rudolf Otto, po jeho úmrtí si dědictví rozdělily jeho starší sestry.
- 1. Marie Henrieta (1863–1946), dědička velkostatku Dolná Krupá (1921), čestná dáma Ústavu šlechtičen v Brně, zakladatelka rozária v Dolní Krupé
- 2. Anna (1865–1882)
- 3. Gabriela (1868–1933), dáma Řádu hvězdového kříže, dědička velkostatku Futog (1921), ∞ 1896 František hrabě Schönborn (1870–1942)
- 4. Rudolf Otto (1870–1921), c. k. tajný rada, komoří, dědičný člen uherské Sněmovny magnátů, majitel velkostatků Dolná Krupá a Futog, poslední potomek uherské linie Chotků

Jeho starší sestra Hermína (1815–1882) byla manželkou hraběte Franz Folliot de Crenneville (1815–1888), rakousko-uherského generála, císařského generálního pobočníka a nakonec císařského nejvyššího komořího. Přes svou manželku byl Rudolf spřízněn s rodinou Khevenhüllerů, jeho švagry byli kníže Jan Karel Khevenhüller-Metsch (1839–1905), majitel velkostatků v Rakousku a Čechách, a jeho bratr Rudolf Khevenhüller-Metsch (1844–1910), rakousko-uherský diplomat a velvyslanec ve Francii.